# Solanum pseudocapsicum
La ciliegia di Gerusalemme (Solanum pseudocapsicum L.) è una pianta della famiglia delle Solanacee.
La specie viene principalmente coltivata come pianta ornamentale, tuttavia in alcune località, come in Australia, è divenuta infestante. È originaria del Sud America, può sopravvivere in ambienti freddi e alle gelate. Generalmente vive circa 10 anni e produce frutti a partire dal secondo o terzo anno di vita.

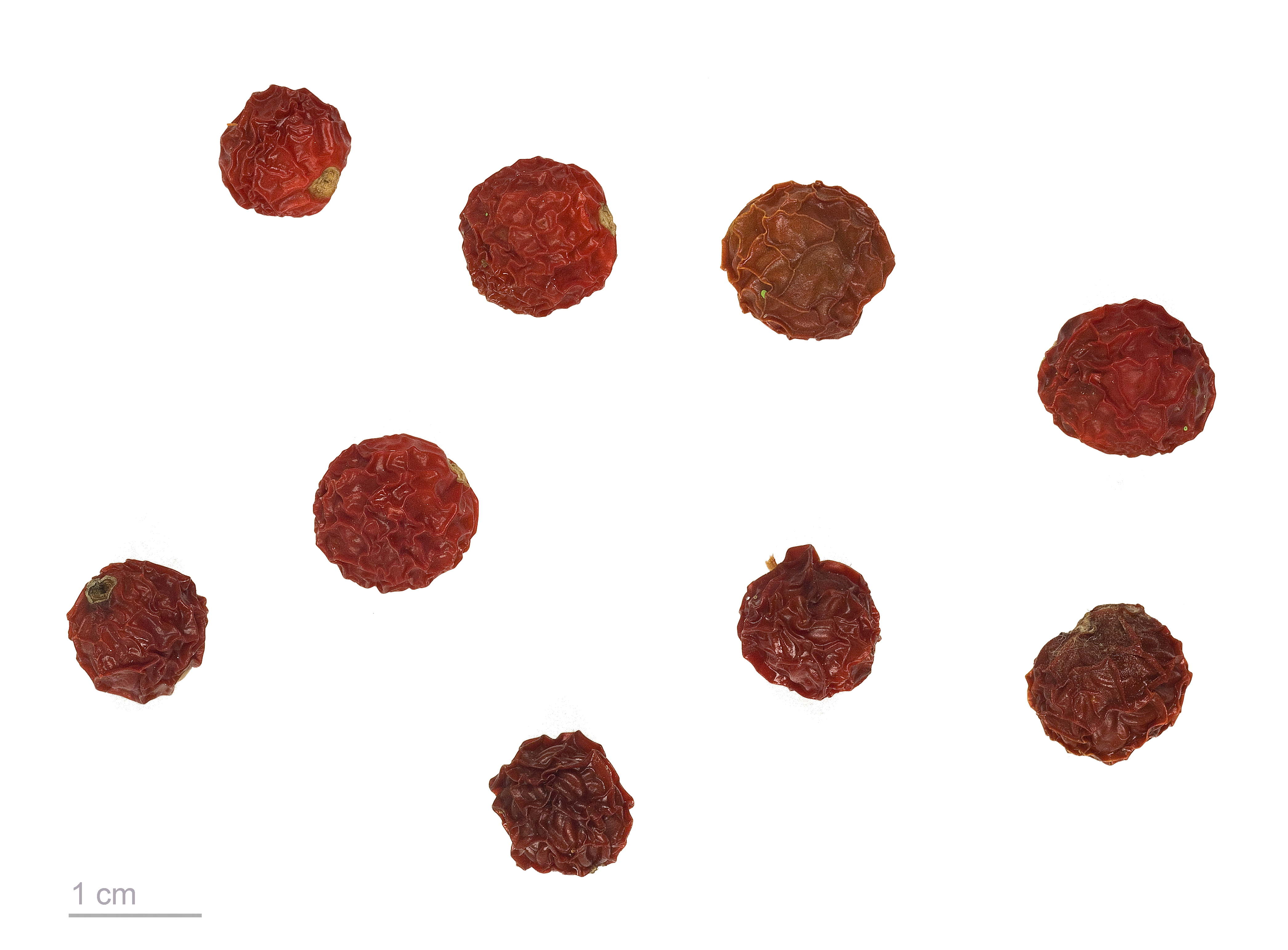
Solanum pseudocapsicum

Il frutto è assai simile a quello dei pomodori a ciliegina (e infatti appartiene allo stesso genere dei pomodori) e può di conseguenza essere confusa con questo.
Il veleno di Solanum pseudocapsicum è costituito soprattutto da solanocapsina, molto simile agli alcaloidi riscontrabili in altre specie del genere, come la solanina e l'atropina. Questa tossina è velenosa ma in genere non mortale. Può causare problemi gastrici, come vomito e gastroenteriti. Le ciliegie di Gerusalemme risultano essere velenose anche per cani, gatti e uccelli.